# Citizens!
Citizens! je britská indie-rocková skupina. Vznikla v létě roku 2010 v Londýně.

## Historie skupiny
Kapela Citizens! vznikla v létě roku 2010, když se členové kapely seznámili na večírku. Trojice hudebníků Tom Burke, Mike Evans a Lawrence Diamond se již znala ze skupiny Official Secrets Act, kde společně vystupovali; na sešlosti poznali Martyna Richmonda a Thoma Rhoadese a rozhodli se založit s nimi novou hudební skupinu s cílem „vytvářet skvělou, nápaditou pop-music.“ Dle jejich prohlášení „pop není neslušné slovo, nýbrž svaté.“ Název kapely Citizens! si vybrali podle nadpisu Batman komiksu v novinách Gotham City. Podepsali smlouvu s francouzským nezávislým hudebním vydavatelstvím Kitsuné. Jejich producentem se stal Alex Kapranos z Franz Ferdinand.
28. května 2012 vydali své první společné album s názvem Here We Are. Časopis Les Inrocks označil jejich singl True Romance za jeden z nejlepších roku 2012.

## Členové
- Tom Burke (vokály)
- Thom Rhoades (kytara a vokály)
- Mike Evans (bicí a vokály)
- Martyn Richmond (basa)
- Lawrence Diamond (klávesy)

## Diskografie

### Alba
| Rok  | Album                                                  | Umístění | Umístění | Umístění | Umístění | Umístění | Umístění | Prodej a certifikace |
| Rok  | Album                                                  | US 200   | UK       | AUS      | NĚM      | KAN      | WW       | Prodej a certifikace |
| ---- | ------------------------------------------------------ | -------- | -------- | -------- | -------- | -------- | -------- | -------------------- |
| 2012 | Here We Are - Debutové album - Vydáno: 28. května 2012 |          |          |          |          |          |          |                      |

### Singly
- True Romance
- Reptile
- Caroline